# Дефорж, Режин
Режин Дефорж (фр. Régine Deforges) (15 августа 1935 — 3 апреля 2014) — французская писательница, сценарист и режиссёр.

## Сочинения
- 1981 : Голубой велосипед (La Bicyclette Bleue)

рус. пер.: М. : Букмэн, 1995. 442,  с. ISBN 5-7708-0019-4.
- 1983 : Авеню Анри-Мартен, 101 (101, avenue Henri-Martin)

рус. пер.: М. : Букмэн, 1995. 444, с. ISBN 5-7708-0020-8.
- 1985 : Смех дьявола (Le Diable en rit encore)

рус. пер.: М. : Букмэн, 1995. 442, с. ISBN 5-7708-0021-6.
- 1989 : Под небом Новгорода (Sous le ciel de Novgorod)

рус. пер.: М. : Панорама, 1995. 314, с. ISBN 5-85220-465-X.
- 1991 : Черное танго (Noir tango)

рус. пер.: М. : Букмэн, 1996. 414, с. ISBN 5-7708-0022-4.